# HarmonyOS
HarmonyOS（ハーモニーOS、簡体字中国語: 鸿蒙操作系统（中国語読み:ホンモンOS）、英語: HarmonyOS）は、ファーウェイによって開発され、一部がオープンソースとして公開されているマイクロカーネルベースの分散オペレーティングシステムである。
2019年8月9日に東莞で開催されたHuawei Developer Conference 2019（HDC 2019）で発表され、現在はスマートフォンやIoTデバイス等に搭載されている。

## 名称の漢字での意味
このOSの英語での正しい名称は "Harmony Operating System" である。 "Hongmeng" は中国語の鴻蒙（拼音: Hóngméng）の発音を表したものである。
ファーウェイの消費者事業部の最高経営責任者（CEO）である余承東は、 "Hongmeng" は英語で発音しにくいので、このOSの英語名として "Hóngméng" と発音が似ている単語である "Harmony" と訳したと語った。
鴻蒙は古代中国の神話が由来となっている。古代中国では宇宙が形成されるより前の時代は「鴻蒙」（混沌の意）と信じられていたと言われている。

## 歴史
ファーウェイが独自のOSとしてHarmonyOSの開発を開始したのは2012年である。2019年5月にアメリカのイランに対する経済制裁に違反したとして米国政府が行った禁輸措置によって開発は更に活発になった。ファーウェイの幹部である余承東は、将来の自社のスマートフォンでAndroidを使用できなくなった場合に備えた「プランB」であると説明した。

### Hongmeng OS
一部のメディアにおいて、 Hongmeng OSと呼ばれるOSが2019年の8月又は9月に中国でリリースされ、2020年の第2四半期に全世界でリリースされる可能性があると報道された。2019年5月24日、ファーウェイは「华为鸿蒙」（英語: HUAWEI HongMeng）を中国で商標登録した。同日、ファーウェイは 「Ark OS」を欧州連合知的財産庁に商標登録した。2019年7月、ファーウェイがデスクトップ及びモバイル向けオペレーティングシステムとして "Harmony" という単語を含んだ商標（OSの別の名前又はコンポーネントを示す）を登録したことが報告された。
同月、ファーウェイの梁華会長は、このOSは「産業用」としての使用を目的としており、「HongmengOSを将来のスマートフォン向けオペレーティングシステムとして開発を行うかはまだ決定していない」と述べた。この発言に基づき、上級副社長の陳黎芳（英語: Catherine Chen、キャサリン・チェン）は、Hongmeng OSがIoTデバイス向けに設計された組み込みオペレーティングシステムであると述べた。

### HarmonyOS 1.0
2019年8月9日、東莞で開催されたHDC 2019でHarmonyOSを公式発表した。ファーウェイはHarmonyOSを様々な種類のデバイスに対応したオープンソースのマイクロカーネルベースの分散オペレーティングシステムであり、同じくマイクロカーネルであるQNXやGoogleによって開発中のFuchsiaよりも高速なプロセス間通信を実現し、リアルタイムリソース割り当てを備えていると説明した。"ARK" と呼ばれるコンパイラによってAndroidのAPKパッケージをこのOSに移植することができる。ファーウェイは、開発者がHarmonyOS向けのソフトウェアを様々な種類のデバイスに「柔軟に」展開することができると述べた。ファーウェイはHarmonyOSについて、スマートディスプレイウェアラブルデバイス車内エンターテインメントなどのIoTデバイスを主な対象としており、モバイルオペレーティングシステムとして明確に位置付けなかった。

### HarmonyOS 2.0
2020年9月10日、東莞で開催されたHDC 2020でHarmonyOS2.0が発表され、IoTを主軸としていると見られていたOSを大きく転換し、モバイルデバイス向けにも提供され「すべてのデバイスを接続する」ことを方向づけた。
2020年10月22日には、対応する地図アプリケーションとしてPetalマップが発表された。
2021年2月23日、上海で開催されたMWC2021 Shanghaiで、ファーウェイは折り畳みスマートフォンHUAWEI Mate X2を発表し、発売当初はAndroidを搭載するものの、4月以降はHarmonyOSに切り替えることを予定していることも発表された。
6月2日、ファーウェイのグローバルでの発表会で、HarmonyOSがスマートフォンに正式採用されることが発表された。搭載されるのは、6月18日に発売予定のMate40 Pro、Mate X2、Mate40E、nova8 Proの4製品。また既存のおよそ100機種についても、同OSが配信されることが発表された。日本向けに販売した製品には、HarmonyOS2ではなく、HarmonyOSと同じユーザーインターフェイスのEMUI12が配信されている。ただし、日本向けに販売された製品であってもMatePad11などのHarmonyOSがプリインストールされた一部モデルには、HarmonyOSのアップデートが配信される。

### HarmonyOS 3.0
2022年7月27日に開催されたイベントでHarmonyOS3が発表された。HarmonyOS3では、プライバシー強化やセキュリティ強化、パフォーマンス向上などが行われる。アップデート対応端末はHarmonyOS2の対応端末とほぼ同じであるが、Mate9やP10などの一部機種は対象外とされた。日本向けに販売されたものではMatePad11にHarmonyOS3のアップデートが提供されている。MatePad SEやMatePad 11.5”には日本向けの製品でもHarmonyOS3がプリインストールされている。
2023年7月頃からHarmonyOS3.0.0.300の配信が開始された。このアップデートにより、フローティングウインドウの動作の改善、マルチウインドウの組み合わせをホーム画面に保存できるようになるなどの利便性向上が行われる。

### HarmonyOS 4.0
2023年6月29日、P60シリーズ、Mate50シリーズなどへの開発者ベータ版の申し込みが開始され、2023年8月4日に松山湖で開催されたHDC 2023で正式に発表された。HarmonyOS4ではArk Engineのアップグレードによってシステムがよりスムーズになる。その他に、通知パネル等の変更やプライバシー機能の向上などが行われる。既存のモデルのうち、Kirin980以上のプロセッサを搭載した機種に配信される。

### HarmonyOS NEXT

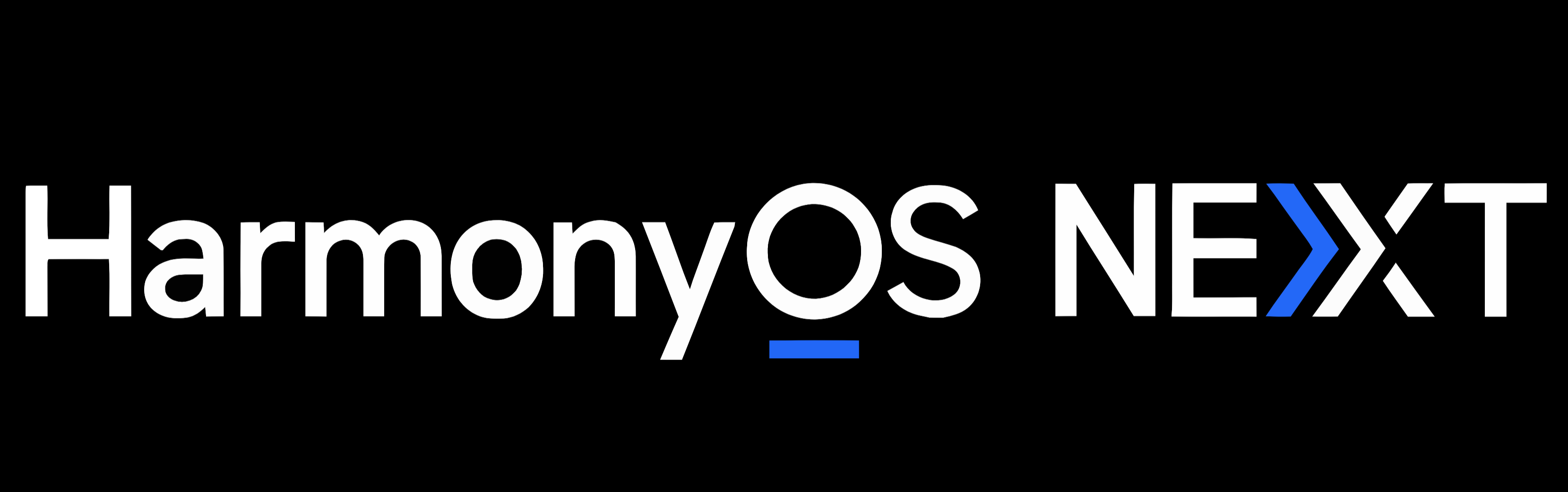
発表されたロゴ

2023年8月のHUAWEI DEVELOPER CONFERENCE 2023で開発者向けに発表されたOSである。従来のHarmonyOSに含まれていたAOSP（Android Open Source Project）のコードが削除。それによりこのOSからAndroidとの互換性は廃止され、HarmonyOSのアプリのみをサポートするようになっている。これにより冗長コードが40%削減され、システムはより滑らかになり、エネルギー効率や安全性も向上したとされている。
HarmonyOS NEXTは2024年の第1四半期に開発者向けリリース候補版を公開し、同年第4四半期に製品版を公開するリリース計画である。ファーウェイでは、2024年後半にモデルチェンジを予定しているハイエンド・スマートフォン「ファーウェイMateシリーズ」に合わせて順次製品に採用されるとした。

### HarmonyOS For Mining
2021年9月14日、中国国家能源集団と共同で鉱山用システムとなるHarmonyOS For Miningを発表した。

### OpenHarmony
OpenHarmony

## 利用状況

### スマートフォン・タブレット
ファーウェイ社製のスマートフォン・タブレットのOSとして採用されている。
現在は中国のみで展開されており、2021年以降に販売された機種に搭載されているほか、過去に販売された機種にもアップデートを提供している。
2021年9月13日時点で、1億台以上のデバイスでHarmonyOSへのアップデートが行われたことが発表された。

### スマートウォッチ
ファーウェイ社製のスマートウォッチ・スマートバンドのOSとして採用されている。

### 自動車
ファーウェイと共同で開発された車両に搭載されているほか、外部企業への提供も行われている。
- ArcFox α-S Hi
- AITO 問界M5[41]
- AITO 問界M5 EV
- AITO 問界M7
- AITO 問界M9
- Luxeed 智界S7
- 阿維塔 11
- 阿維塔 12
- Geometry G6
- Geometry M6
- 瑞風RF8
- 北京汽車-北京魔方

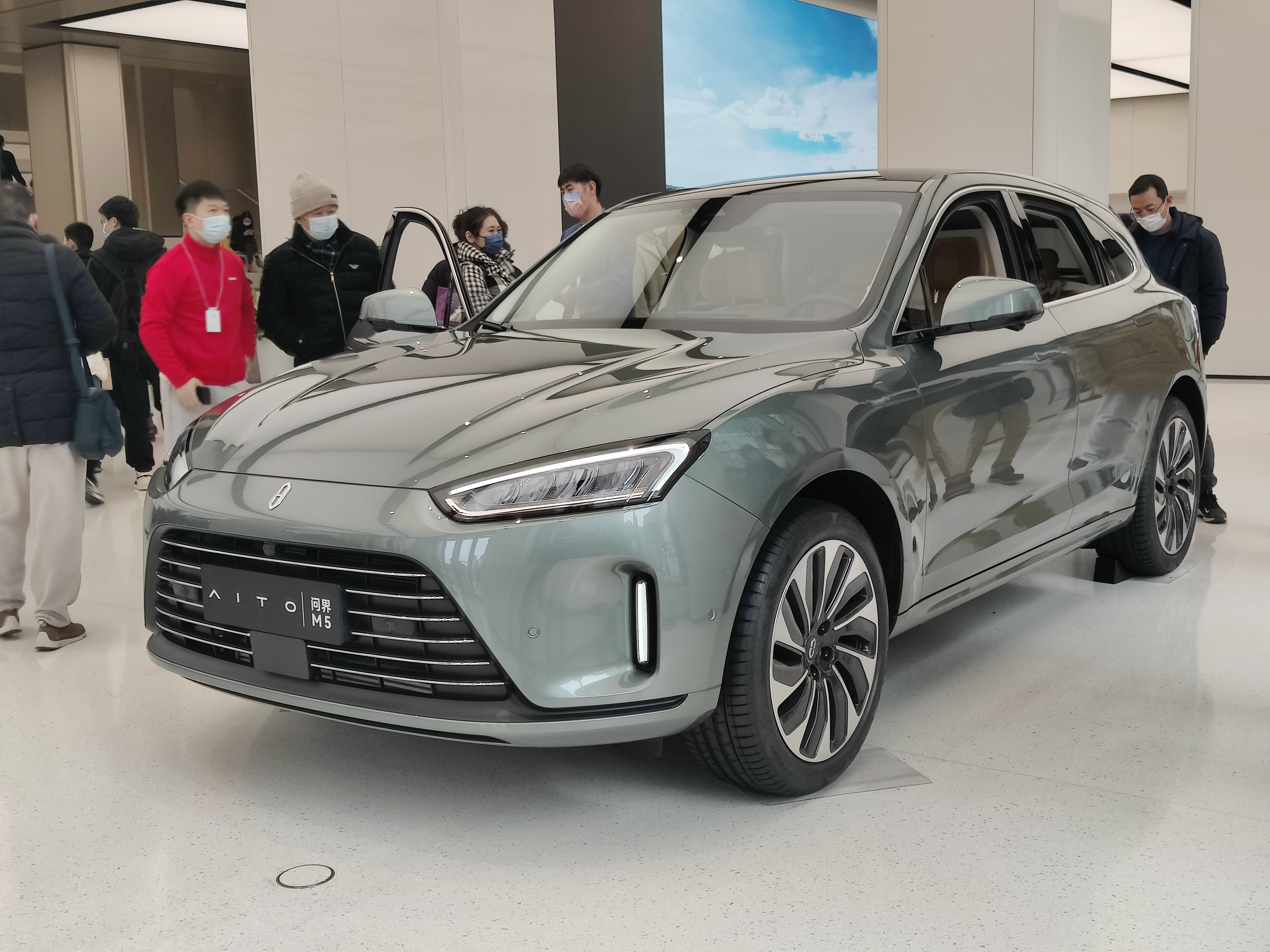
AITO 問界M5(前面)
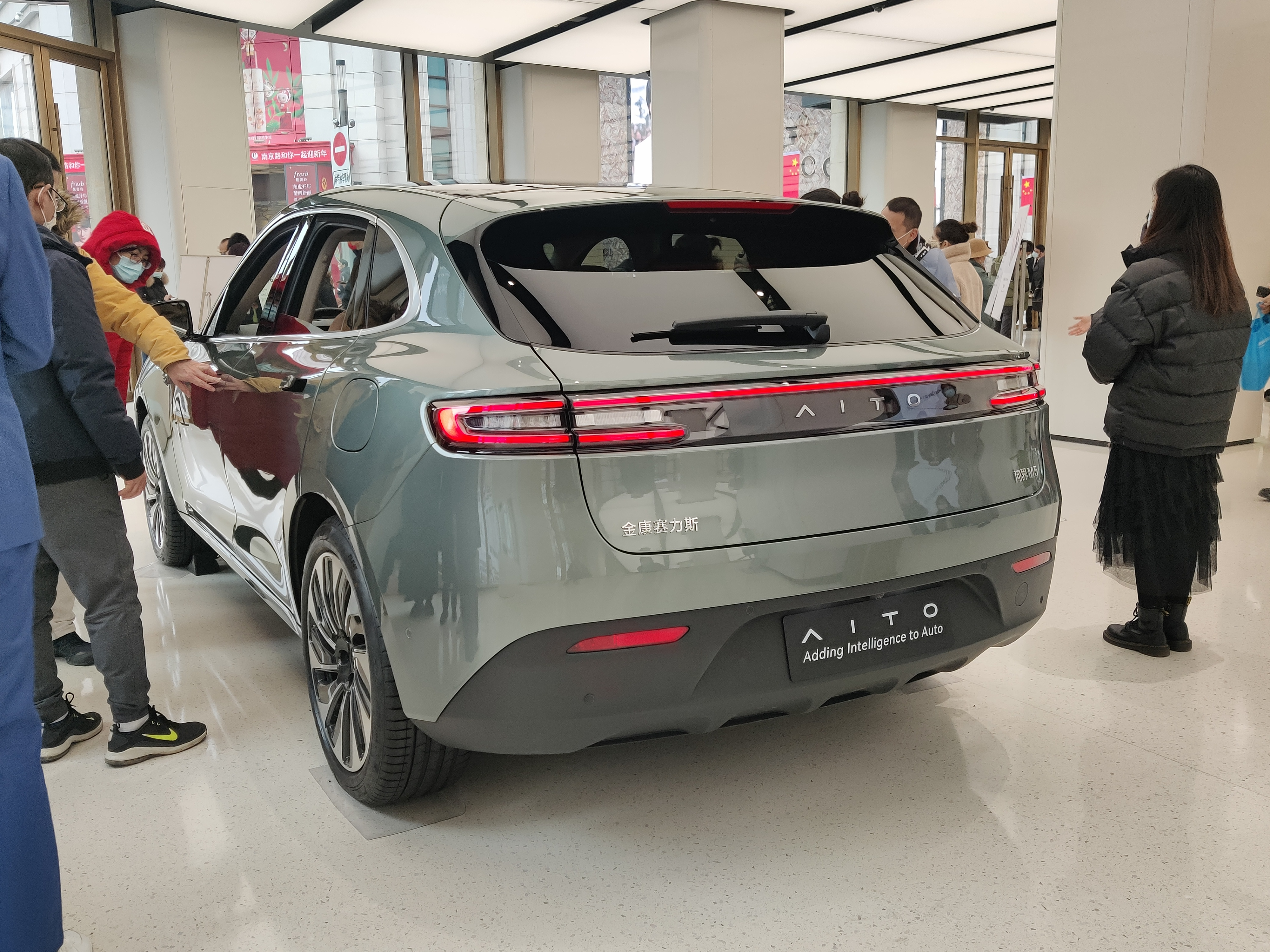
AITO 問界M5(後面)
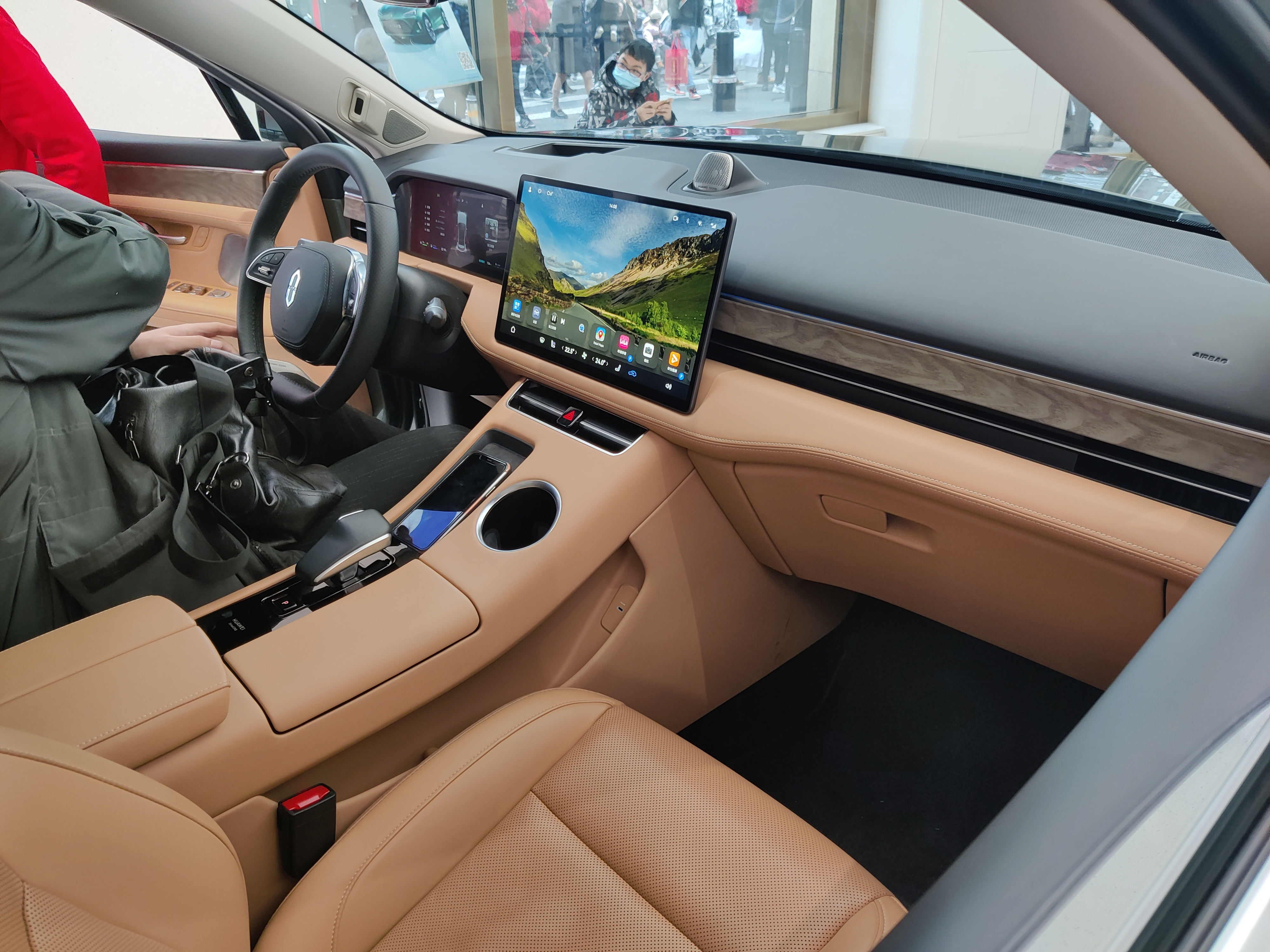
AITO 問界M5(車内)
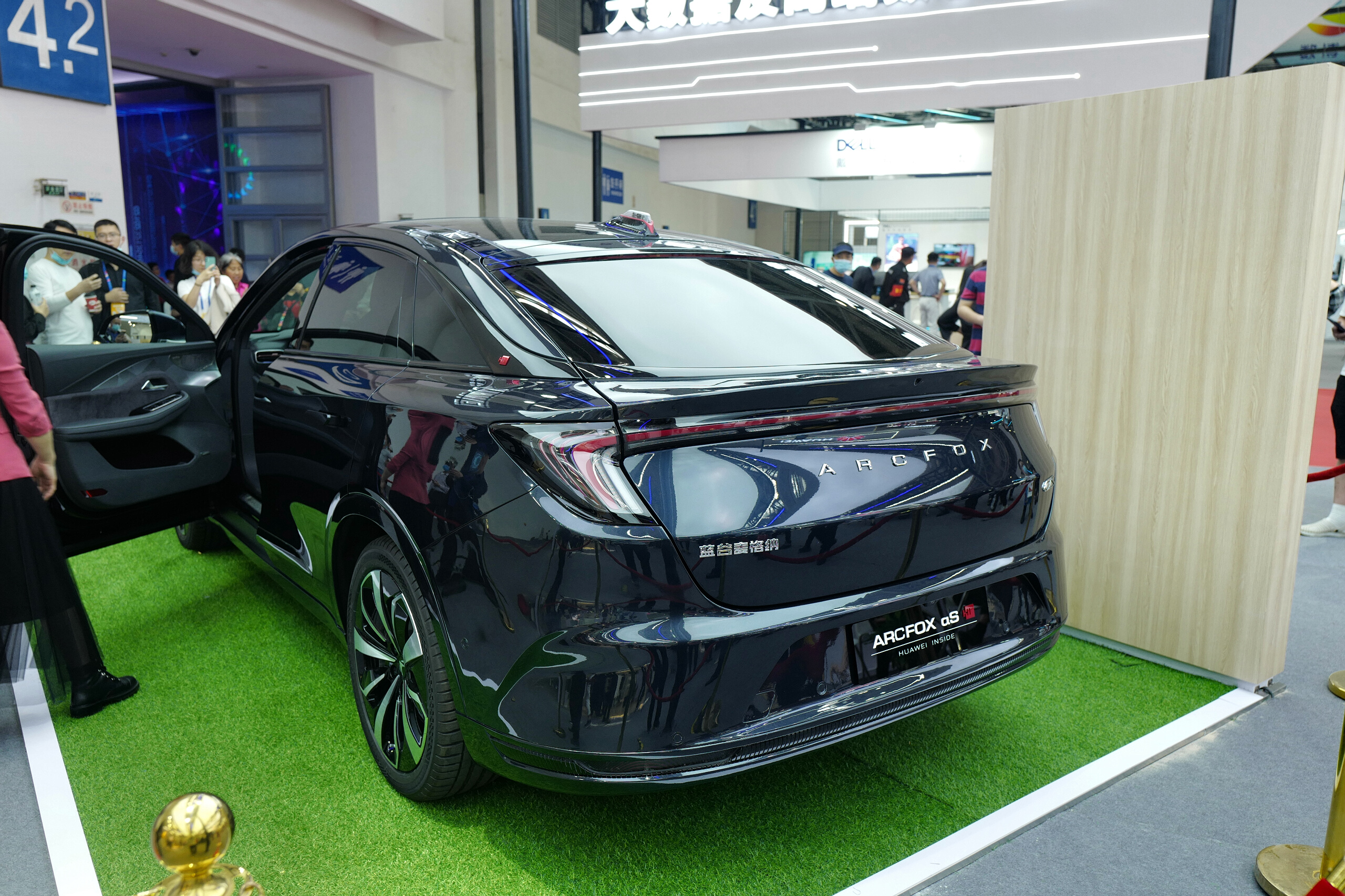
ArcFox α-S Hi(後面)
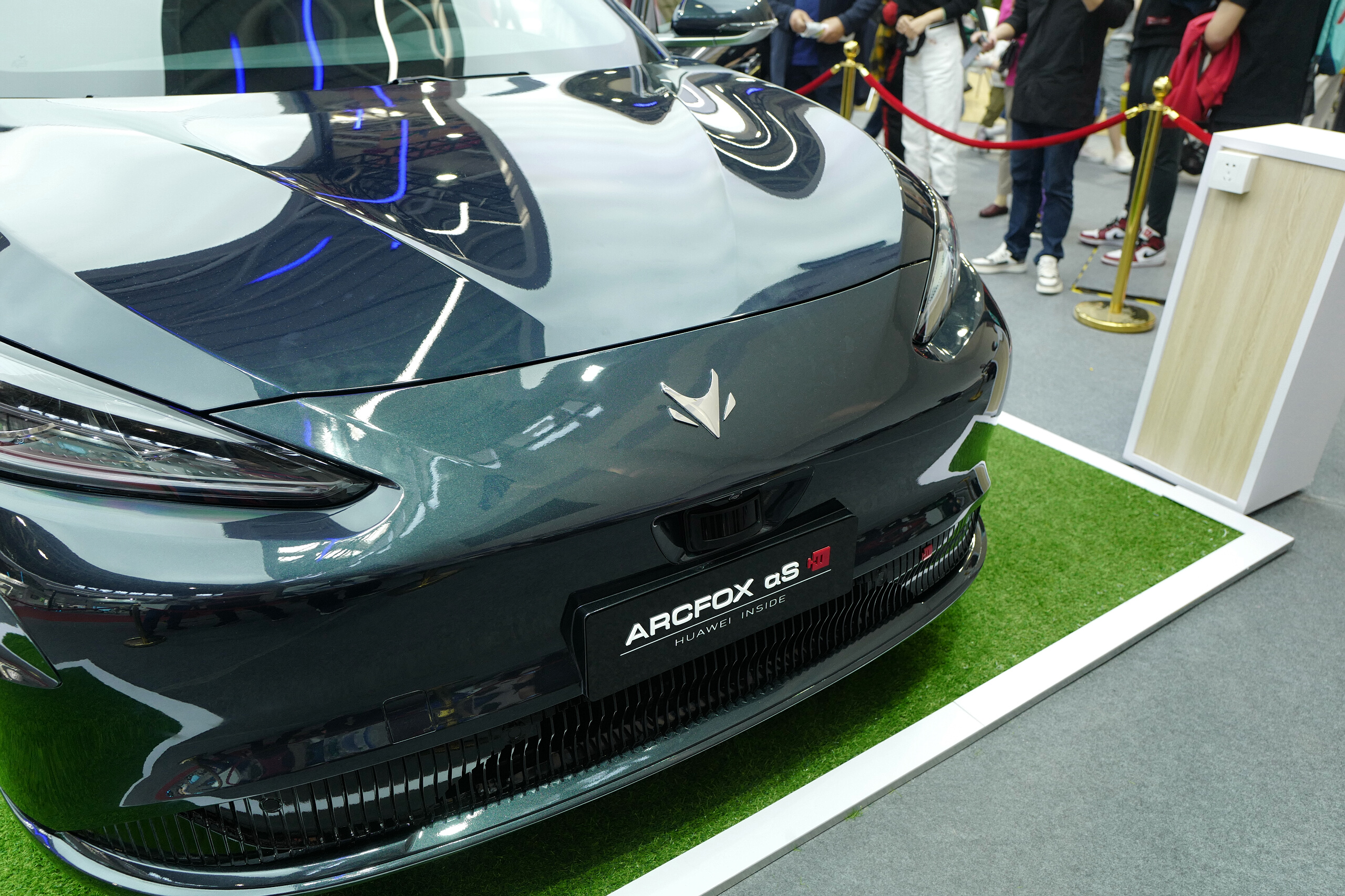
ArcFox α-S Hi(前面)